# Fedcupový tým Slovenska
Slovensko v Billie Jean King Cupu reprezentuje Slovensko v tenisové soutěži ženských týmů od roku 1994 pod vedením Slovenského tenisového zväzu. Do roku 1992 Slovenky nastupovaly za Československo, které získalo pět trofejí.
Slovensko vyhrálo ročník 2002 po finálové výhře nad Španělskem a se zavedením žebříčku ITF v listopadu 2002 se stalo jeho prvním lídrem.
Většinu hráčských statistik týmu vede Daniela Hantuchová, která vyhrála nejvyšší počet 38 utkání včetně 32 dvouher v rekordních šestnácti odehraných ročnících. Kapitánem je od roku 2009 Matej Lipták, který vystřídal Mojmíra Mihala.

## Historie
Slovensko se Billie Jean King Cupu účastní od roku 1994. Do roku 1992 hrály slovenské tenistky za československé družstvo, které v soutěži startovalo od premiérového ročníku 1963. Slovenská republika vznikla 1. ledna 1993 zánikem České a Slovenské Federativní Republiky. Mezinárodní tenisová federace připsala výsledky a statistiky z éry společného státu druhému nástupnickému státu, České republice. V roce 1993 do soutěže zasáhl společný výběr pod názvem Česká republika a Slovenská republika (Czech & Slovak Republics), v němž vedle Češek odehrála úvodní kolo a čtvrtfinále Světové skupiny Slovenka Radka Zrubáková.

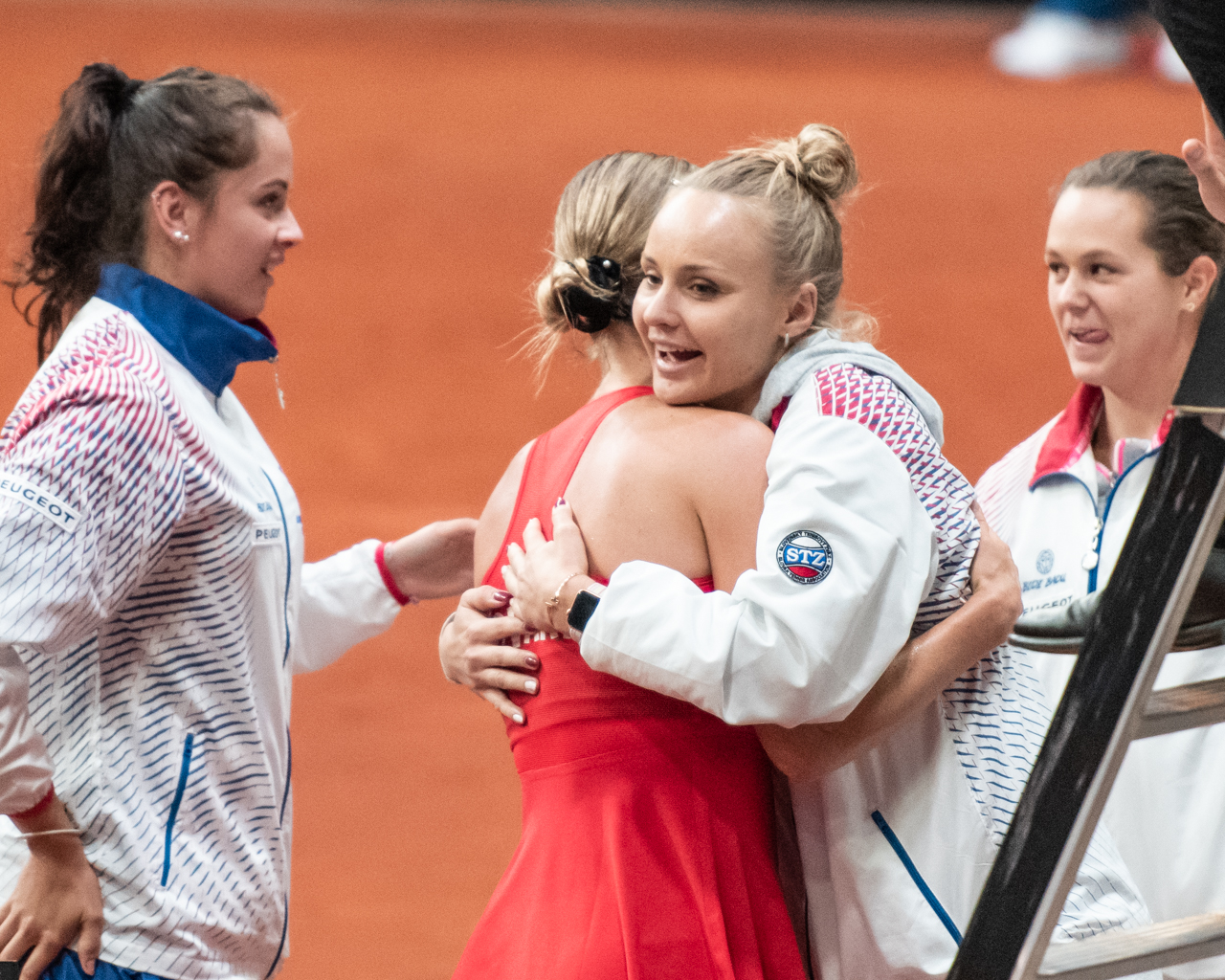
Anna Karolína Schmiedlová v objetí s Rebeccou Šramkovou po zisku rozhodujícího třetího bodu proti Britkám v kvalifikaci BJK Cupu 2021; Viktória Kužmová (vlevo) a Jana Čepelová (vpravo)

V roce 2002 Slovensko poprvé vyhrálo celou soutěž, když ve finále na Kanárských ostrovech porazilo Španělsko 3–1 na zápasy. Stalo se tak historicky první zemí, která vedla žebříček ITF po jeho zavedení v listopadu 2002. Vítězný tým tvořily Janette Husárová, Daniela Hantuchová, Martina Suchá a Henrieta Nagyová. Nehrajícím kapitánem byl Tomáš Malik a trenérem Štefan Čižmarovič. V singlech získala dva body členka první světové desítky ve dvouhře i čtyřhře Hantuchová. Přes úvodní porážku úřadující deblové finalistky z US Open Husárové s Conchitou Martínezovou, to byla právě ona, která vybojovala rozhodující třetí bod hladkou výhrou nad Arantxou Sánchezovou Vicariovou. V rámci slovenského sportu tenistky navázaly na historický titul mistrů světa slovenských hokejistů z května téhož roku.
V úvodním kole Světové skupiny 2011 Slovensko podlehlo Česku 2–3. V dubnové světové baráži o udržení nestačilo na Srbsko opět těsně 2–3, znamenající sestup do druhé nejvyšší úrovně soutěže. V bratislavské druhé světové skupině 2012 Slovenky zdolaly Francii 3–2 a v následné baráži stejným výsledkem i Španělsko. V nišském čtvrtfinále Světové skupiny 2013 oplatily porážku Srbkám, ale v moskevském světovém semifinále ztratily – po výhrách Cibulkové s Hantuchovou – vedení 2–0 na zápasy proti Rusku. Až do nahrazení světových skupin finálovým turnajem v roce 2021 pak Slovenky hrály jedinkrát Světovou skupinu, když v úvodu Fed Cupu 2014 nestačily na Německo.

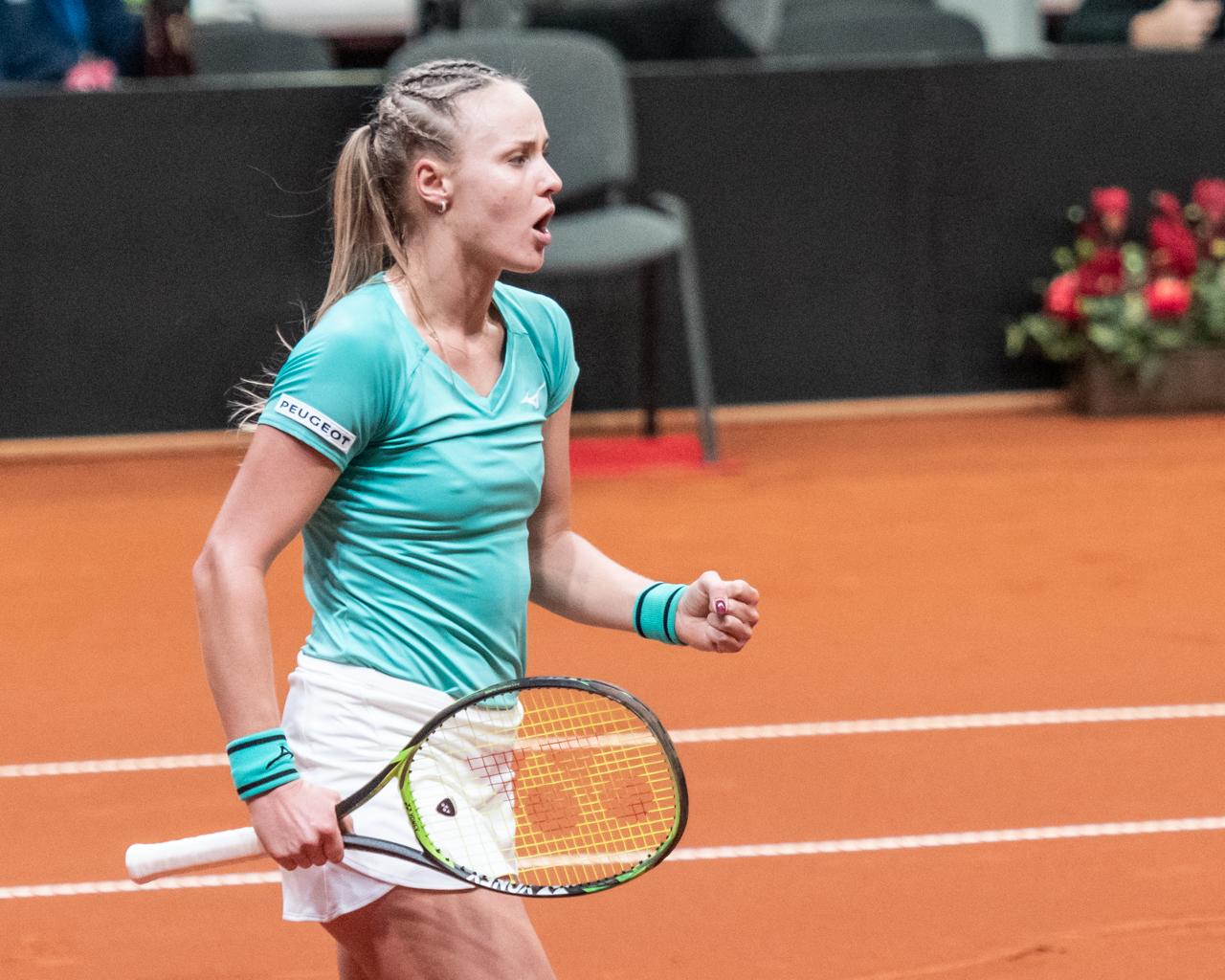
Rebecca Šramková ve dvouhře s Britkou Watsonovou během kvalifikace BJK Cupu 2021

Od znovuzavedení finálového turnaje v roce 2021 skončil slovenský výběr v jeho úvodních dvou ročnících v základní skupině. Na pražském finálovém turnaji 2021 Slovenky přehrály Španělky, ale porážka od Spojených států znamenala vyřazení. V glasgowském finále 2022 tým podlehl Austrálii a poté zdolal Belgií. Podruhé v historii Slovensko postoupilo do světového finále v ročníku 2024. První krok učinilo v dubnové bratislavské kvalifikaci, kde v prvním vzájemném střetnutí jednoznačně porazilo Slovinsko. Na finálový turnaj do malažské arény Martina Carpeny přijížděla skvadra kapitána Mateje Liptáka jako největší outsider z dvanácti celků, s jedinou členkou v Top 100 – Rebeccou Šramkovou, a jednou další hráčkou v Top 200 – Annou Karolínou Schmiedlovou, která však od letního olympijského semifinále nevyhrála na okruhu WTA Tour žádný zápas. Cestou do finále slovenské reprezentantky porazily favorizované Spojené státy. Po porážce 17leté Renáty Jamrichové od Townsendové vyrovnala v podzimní formě hrající Šramková, zdoláním světové jedenáctky Collinsové. O postupu do čtvrtfinále rozhodly vítězstvím Viktória Hrunčáková s Terezou Mihalíkovou. V rozhodujícím supertiebreaku proti Townsendové a Kruegerové využily od vedení 9:2 až sedmý mečbol. Ani ve čtvrtfinále je nezastavily Australanky, když o postupu rozhodly již singlové výhry Hrunčákové nad Birrelovou a Šramkové nad Tomljanovićovou. Australanky utržily první porážku ve čtvrtém vzájemném duelu. V semifinále s Velkou Británií se zopakoval scénář utkaní z prvního kola. Britky šly do vedení po výhře Raducanuové nad Hrunčákovou, ale dva postupové body opět dodaly Šramková proti člence světové třicítky Boulterové a deblistky Hrunčáková s Mihalíkovou. V souboji o titul Slovensko nestačilo na Itálii již po dvouhrách. Ve dvou setech odešly poraženy Hrunčáková s Bronzettiovou i Šramková se světovou čtyřkou Paoliniovou. Italky tak srovnaly vzájemný poměr zápasů na 2–2.

## Statistiky
Hráčským týmovým statistikám vévodí bývalá světová pětka Daniela Hantuchová, která celkově vyhrála 38 utkání včetně 32 dvouher. Nastoupila i do nejvyššího počtu 32 mezistátních zápasů v rekordních šestnácti ročnících soutěže. Do prvního střetnutí nastoupila ve světovém semifinále 1999 proti Rusku. Reprezentační kariéru ukončila ve světové baráži 2017 s Nizozemskem.
Dvacet a více utkání vyhrály Daniela Hantuchová, Karina Habšudová, Dominika Cibulková a včetně československé éry i Radka Zrubáková. Cibulková se v 16 letech a 64 dnech stala nejmladší Slovenkou, která zasáhla do soutěže, když v červenci 2005 nastoupila do druhé světové baráže proti Thajsku. Naopak jako nejstarší utkání odehrála Janette Husárová v 39 letech a 314 dnech, když zasáhla do světové baráže v dubnu 2014 proti Kanadě.
Nejdelší slovenské utkání trvalo 3 hodiny a 32 minut. V baráži druhé světové skupiny 2007 v něm Srbka Jelena Jankovićová porazila Dominiku Cibulkovou po třísetovém průběhu 7–5, 1–6 a 9–7. Nejvyšší počet 138 gamů Slovenky odehrály ve světové baráži 2009 proti Francouzkám, s výsledkem 2:3. Čtyři z pěti utkání v Limoges mělo třísetový průběh. Obrat se stavu 0–2 na zápasy se Slovensku nikdy nepodařil.

## Výsledky

### 1994–1999
| Rok  | soutěž                                 | datum            | místo                     | soupeř     | skóre | výsledek |
| ---- | -------------------------------------- | ---------------- | ------------------------- | ---------- | ----- | -------- |
| 1994 | Zóna Evropy a Afriky, blok 1. skupiny  | 18. dubna        | Bad Waltersdorf, Rakousko | Litva      | 3–0   | výhra    |
| 1994 | Zóna Evropy a Afriky, blok 1. skupiny  | 21. dubna        | Bad Waltersdorf, Rakousko | Řecko      | 3–0   | výhra    |
| 1994 | Zóna Evropy a Afriky, 1. kolo o postup | 22. dubna        | Bad Waltersdorf, Rakousko | Řecko      | 3–0   | výhra    |
| 1994 | Zóna Evropy a Afriky, 2. kolo o postup | 23. dubna        | Bad Waltersdorf, Rakousko | Gruzie     | 2–1   | výhra    |
| 1994 | Světová skupina, 1. kolo               | 18. července     | Frankfurt, Německo        | Finsko     | 2–1   | výhra    |
| 1994 | Světová skupina, 2. kolo               | 20. července     | Frankfurt, Německo        | Německo    | 1–2   | prohra   |
| 1995 | Světová skupina II                     | 22.–23. dubna    | Perth, Austrálie          | Austrálie  | 2–3   | prohra   |
| 1995 | Světová skupina II, baráž              | 22.–23. července | Asunción, Paraguay        | Paraguay   | 5–0   | výhra    |
| 1996 | Světová skupina II                     | 27.–28. dubna    | Plovdiv, Bulharsko        | Bulharsko  | 5–0   | výhra    |
| 1996 | Světová skupina, baráž                 | 13.–14. července | Bratislava, Slovensko     | Nizozemsko | 2–3   | prohra   |
| 1997 | Světová skupina II                     | 1.–2. března     | Košice, Slovensko         | Švýcarsko  | 2–3   | prohra   |
| 1997 | Světová skupina II, baráž              | 12.–13. července | Bratislava, Slovensko     | Kanada     | 5–0   | výhra    |
| 1998 | Světová skupina II                     | 18.–19. dubna    | Buenos Aires, Argentina   | Argentina  | 4–1   | výhra    |
| 1998 | Světová skupina, baráž                 | 25.–26. července | Bratislava, Slovensko     | Belgie     | 4–1   | výhra    |
| 1999 | Světová skupina, čtvrtfinále           | 17.–18. dubna    | Curych, Švýcarsko         | Švýcarsko  | 5–0   | výhra    |
| 1999 | Světová skupina, semifinále            | 24.–25. července | Moskva, Rusko             | Rusko      | 2–3   | prohra   |

### 2000–2009
| Rok  | soutěž                                | datum            | místo                   | soupeř         | skóre | výsledek      |
| ---- | ------------------------------------- | ---------------- | ----------------------- | -------------- | ----- | ------------- |
| 2000 | Světová skupina, základní blok        | 27. dubna        | Bratislava, Slovensko   | Švýcarsko      | 1–2   | prohra        |
| 2000 | Světová skupina, základní blok        | 29. dubna        | Bratislava, Slovensko   | Česko          | 1–2   | prohra        |
| 2000 | Světová skupina, základní blok        | 30. dubna        | Bratislava, Slovensko   | Rakousko       | 0–2   | prohra        |
| 2001 | Světová skupina, 1. kolo              | 28.–29. dubna    | Bratislava, Slovensko   | Maďarsko       | 4–1   | výhra         |
| 2001 | Světová skupina, čtvrtfinále          | 21.–23. července | Bratislava, Slovensko   | Rusko          | 2–3   | prohra        |
| 2002 | Světová skupina, 1. kolo              | 27.–28. dubna    | Bratislava, Slovensko   | Švýcarsko      | 3–2   | výhra         |
| 2002 | Světová skupina, čtvrtfinále          | 20.–21. července | Bratislava, Slovensko   | Francie        | 4–1   | výhra         |
| 2002 | Světová skupina, semifinále           | 30.–31. října    | Gran Canaria, Španělsko | Itálie         | 3–1   | výhra         |
| 2002 | Světová skupina, finále               | 2.–3. listopadu  | Gran Canaria, Španělsko | Španělsko      | 3–1   | vítězství (1) |
| 2003 | Světová skupina, 1. kolo              | 26.–27. dubna    | Ettenheim, Německo      | Německo        | 3–2   | výhra         |
| 2003 | Světová skupina, čtvrtfinále          | 19.–20. července | Charleroi, Belgie       | Belgie         | 0–5   | prohra        |
| 2004 | Světová skupina, 1. kolo              | 24.–25. dubna    | St. Pöltenn, Rakousko   | Rakousko       | 2–3   | prohra        |
| 2004 | Světová skupina, baráž                | 10.–11. července | Bratislava, Slovensko   | Bělorusko      | 4–0   | výhra         |
| 2005 | Světová skupina II                    | 23.–24. dubna    | Neuchâtel, Švýcarsko    | Švýcarsko      | 2–3   | prohra        |
| 2005 | Světová skupina II, baráž             | 9.–10. července  | Pathum Thani, Thajsko   | Thajsko        | 1–4   | prohra        |
| 2006 | Zóna Evropy a Afriky, blok 1. skupiny | 17. dubna        | Plovdiv, Bulharsko      | Lucembursko    | 3–0   | výhra         |
| 2006 | Zóna Evropy a Afriky, blok 1. skupiny | 18. dubna        | Plovdiv, Bulharsko      | Nizozemsko     | 2–1   | výhra         |
| 2006 | Zóna Evropy a Afriky, blok 1. skupiny | 19. dubna        | Plovdiv, Bulharsko      | Finsko         | 3–0   | výhra         |
| 2006 | Zóna Evropy a Afriky, baráž o postup  | 22. dubna        | Plovdiv, Bulharsko      | Velká Británie | 2–1   | výhra         |
| 2006 | Světová skupina II, baráž             | 14–15. července  | Bratislava, Slovensko   | Thajsko        | 5–0   | výhra         |
| 2007 | Světová skupina II                    | 21.–22. dubna    | Bratislava, Slovensko   | Česko          | 0–5   | prohra        |
| 2007 | Světová skupina II, baráž             | 14.–15. července | Košice, Slovensko       | Srbsko         | 4–1   | výhra         |
| 2008 | Světová skupina II                    | 2.–3. února      | Brno, Česko             | Česko          | 2–3   | prohra        |
| 2008 | Světová skupina II, baráž             | 26.–27. dubna    | Bratislava, Slovensko   | Uzbekistán     | 5–0   | výhra         |
| 2009 | Světová skupina II                    | 7.–8. února      | Bratislava, Slovensko   | Belgie         | 4–1   | výhra         |
| 2009 | Světová skupina, baráž                | 25.–26. dubna    | Limoges, Francie        | Francie        | 2–3   | prohra        |

### 2010–2019
| Rok  | soutěž                      | datum         | místo                 | soupeř     | skóre | výsledek |
| ---- | --------------------------- | ------------- | --------------------- | ---------- | ----- | -------- |
| 2010 | Světová skupina II          | 6.–7. února   | Bratislava, Slovensko | Čína       | 3–2   | výhra    |
| 2010 | Světová skupina, baráž      | 24.–25. dubna | Bělehrad, Srbsko      | Srbsko     | 3–2   | výhra    |
| 2011 | Světová skupina, 1. kolo    | 5.–6. února   | Bratislava, Slovensko | Česko      | 2–3   | prohra   |
| 2011 | Světová skupina, baráž      | 16.–17. dubna | Bratislava, Slovensko | Srbsko     | 2–3   | prohra   |
| 2012 | Světová skupina II, 1. kolo | 4.–5. února   | Bratislava, Slovensko | Francie    | 3–2   | výhra    |
| 2012 | Světová skupina, baráž      | 16.–17. dubna | Marbella, Španělsko   | Španělsko  | 3–2   | výhra    |
| 2013 | Světová skupina, 1. kolo    | 9.–10. února  | Niš, Srbsko           | Srbsko     | 3–2   | výhra    |
| 2013 | Světová skupina, semifinále | 20.–21. dubna | Moskva, Rusko         | Rusko      | 2–3   | prohra   |
| 2014 | Světová skupina, 1. kolo    | 8.–9. února   | Bratislava, Slovensko | Německo    | 1–3   | prohra   |
| 2014 | Světová skupina, baráž      | 19.–20. dubna | Québec, Kanada        | Kanada     | 1–3   | prohra   |
| 2015 | Světová skupina II, 1. kolo | 7.–8. února   | Apeldoorn, Nizozemsko | Nizozemsko | 1–4   | prohra   |
| 2015 | Světová skupina II, baráž   | 18.–19. dubna | Bratislava, Slovensko | Švédsko    | 4–0   | výhra    |
| 2016 | Světová skupina II, 1. kolo | 6.–7. února   | Bratislava, Slovensko | Austrálie  | 2–3   | prohra   |
| 2016 | Světová skupina II, baráž   | 16.–17. dubna | Bratislava, Slovensko | Kanada     | 3–2   | výhra    |
| 2017 | Světová skupina II, 1. kolo | 11.–12. února | Forlì, Itálie         | Itálie     | 3–2   | výhra    |
| 2017 | Světová skupina, baráž      | 22.–23. dubna | Bratislava, Slovensko | Nizozemsko | 2–3   | prohra   |
| 2018 | Světová skupina II, 1. kolo | 10.–11. února | Bratislava, Slovensko | Rusko      | 4–1   | výhra    |
| 2018 | Světová skupina, baráž      | 21.–22. dubna | Minsk, Bělorusko      | Bělorusko  | 2–3   | prohra   |
| 2019 | Světová skupina II, 1. kolo | 10.–11. února | Riga, Lotyšsko        | Lotyšsko   | 0–4   | prohra   |
| 2019 | Světová skupina II, baráž   | 20.–21. dubna | Bratislava, Slovensko | Brazílie   | 3–1   | výhra    |

### 2020–2029
| Rok  | soutěž                            | datum             | místo                       | soupeř         | skóre | výsledek |
| ---- | --------------------------------- | ----------------- | --------------------------- | -------------- | ----- | -------- |
| 2021 | Kvalifikační kolo                 | 7.–8. února 2020  | Bratislava, Slovensko       | Velká Británie | 3–1   | výhra    |
| 2021 | Finálový turnaj, základní skupina | 1. listopadu 2021 | Praha, Česko                | Španělsko      | 1–2   | prohra   |
| 2021 | Finálový turnaj, základní skupina | 2. listopadu 2021 | Praha, Česko                | Spojené státy  | 2–1   | výhra    |
| 2022 | Kvalifikační kolo                 | 15.–16. dubna     | —                           | Austrálie      | —     | nehráno  |
| 2022 | Finálový turnaj, základní skupina | 8. listopadu      | Glasgow, Spojené království | Austrálie      | 1–2   | prohra   |
| 2022 | Finálový turnaj, základní skupina | 9. listopadu      | Glasgow, Spojené království | Belgie         | 2–1   | výhra    |
| 2023 | Kvalifikační kolo                 | 14.–15. dubna     | Bratislava, Slovensko       | Itálie         | 2–3   | prohra   |
| 2023 | Světová baráž                     | 10.–11. listopadu | Bratislava, Slovensko       | Argentina      | 3–1   | výhra    |
| 2024 | Kvalifikační kolo                 | 12.–13. dubna     | Bratislava, Slovensko       | Slovinsko      | 4–0   | výhra    |
| 2024 | Finálový turnaj, osmifinále       | 14. listopadu     | Malaga, Španělsko           | Spojené státy  | 2–1   | výhra    |
| 2024 | Finálový turnaj, čtvrtfinále      | 17. listopadu     | Malaga, Španělsko           | Austrálie      | 2–0   | výhra    |
| 2024 | Finálový turnaj, semifinále       | 19. listopadu     | Malaga, Španělsko           | Velká Británie | 2–1   | výhra    |
| 2024 | Finálový turnaj, finále           | 20. listopadu     | Malaga, Španělsko           | Itálie         | 0–2   | porážka  |

Vysvětlivky
1. ↑  Austrálie postoupila do finálového turnaje přímo namísto vyloučené Ruské tenisové federace a Slovensko obdrželo na finálový turnaj divokou kartu.[15]

## Přehled finále: 2 (1–1)
| Výsledek  | Č. | Datum a místo konání                                                                                      | Slovenky                                                                                           | Soupeřky                                                                                          | Skóre | Zdroj  |
| --------- | -- | --- | -------------------------------------------------------------------------------------------------- | ------------------------------------------------------------------------------------------------- | ----- | ------ |
| Vítěz     | 1. | Fed Cup 2002 2.–3. listopadu 2002 Gran Canaria, Španělsko tvrdý (hala) Palacio de Congresos de Maspalomas | Daniela Hantuchová Janette Husárová Henrieta Nagyová Martina Suchá                                 | Španělsko                                                                                         | 3–1   | [ 16 ] |
| Vítěz     | 1. | Fed Cup 2002 2.–3. listopadu 2002 Gran Canaria, Španělsko tvrdý (hala) Palacio de Congresos de Maspalomas | Daniela Hantuchová Janette Husárová Henrieta Nagyová Martina Suchá                                 | Conchita Martínezová Arantxa Sánchezová Vicariová Magüi Sernaová Virginia Ruanová Pascualová      | 3–1   | [ 16 ] |
| Finalista | 1. | Billie Jean King Cup 2024 20. listopadu 2024 Malaga, Španělsko tvrdý (hala), Martin Carpena Arena         | Rebecca Šramková Anna Karolína Schmiedlová Viktória Hrunčáková Renáta Jamrichová Tereza Mihalíková | Itálie                                                                                            | 2–0   |        |
| Finalista | 1. | Billie Jean King Cup 2024 20. listopadu 2024 Malaga, Španělsko tvrdý (hala), Martin Carpena Arena         | Rebecca Šramková Anna Karolína Schmiedlová Viktória Hrunčáková Renáta Jamrichová Tereza Mihalíková | Jasmine Paoliniová Elisabetta Cocciarettová Lucia Bronzettiová Sara Erraniová Martina Trevisanová | 2–0   |        |

## Složení týmu
| Rok  | Členky týmu               | Členky týmu               | Členky týmu          | Členky týmu               |
| ---- | ------------------------- | ------------------------- | -------------------- | ------------------------- |
| 2010 | Dominika Cibulková        | Daniela Hantuchová        | Magdaléna Rybáriková | Kristína Kučová           |
| 2011 | Dominika Cibulková        | Daniela Hantuchová        | Magdaléna Rybáriková | Jana Čepelová             |
| 2012 | Dominika Cibulková        | Daniela Hantuchová        | Magdaléna Rybáriková | Jana Čepelová             |
| 2012 | Anna Karolína Schmiedlová | —                         | —                    | —                         |
| 2013 | Dominika Cibulková        | Daniela Hantuchová        | Magdaléna Rybáriková | Jana Čepelová             |
| 2014 | Dominika Cibulková        | Daniela Hantuchová        | Magdaléna Rybáriková | Jana Čepelová             |
| 2014 | Anna Karolína Schmiedlová | Kristína Kučová           | Janette Husárová     | —                         |
| 2015 | Magdaléna Rybáriková      | Anna Karolína Schmiedlová | Kristína Schmiedlová | Kristína Kučová           |
| 2015 | Daniela Hantuchová        | Jana Čepelová             | —                    | —                         |
| 2016 | Anna Karolína Schmiedlová | Dominika Cibulková        | Daniela Hantuchová   | Jana Čepelová             |
| 2016 | Tereza Mihalíková         | —                         | —                    | —                         |
| 2017 | Anna Karolína Schmiedlová | Rebecca Šramková          | Daniela Hantuchová   | Jana Čepelová             |
| 2017 | Kristína Kučová           | —                         | —                    | —                         |
| 2018 | Magdaléna Rybáriková      | Jana Čepelová             | Viktória Kužmová     | Anna Karolína Schmiedlová |
| 2018 | Rebecca Šramková          | —                         | —                    | —                         |
| 2019 | Viktória Kužmová          | Anna Karolína Schmiedlová | Rebecca Šramková     | Tereza Mihalíková         |
| 2019 | Magdaléna Rybáriková      | Dominika Cibulková        | —                    | —                         |
| 2021 | Viktória Kužmová          | Jana Čepelová             | Magdaléna Rybáriková | Anna Karolína Schmiedlová |
| 2021 | Rebecca Šramková          | Kristína Kučová           | Tereza Mihalíková    | —                         |
| 2022 | Anna Karolína Schmiedlová | Viktória Kužmová          | Rebecca Šramková     | Renáta Jamrichová         |
| 2022 | Tereza Mihalíková         | —                         | —                    | —                         |
| 2023 | Anna Karolína Schmiedlová | Viktória Hrunčáková       | Renáta Jamrichová    | Tereza Mihalíková         |
| 2023 | Rebecca Šramková          | —                         | —                    | —                         |
| 2024 | Rebecca Šramková          | Anna Karolína Schmiedlová | Viktória Hrunčáková  | Renáta Jamrichová         |
| 2024 | Tereza Mihalíková         | —                         | —                    | —                         |